# Nebezpečná zásilka (Simpsonovi)
Nebezpečná zásilka (v anglickém originále To Courier with Love) je 20. díl 27. řady (celkem 594.) amerického animovaného seriálu Simpsonovi. Scénář napsal Bill Odenkirk a díl režíroval Timothy Bailey. V USA měl premiéru dne 8. května 2016 na stanici Fox Broadcasting Company a v Česku byl poprvé vysílán 28. září 2016 na stanici Prima Cool.

## Děj
V době kamenné zobrazují dávné protějšky Simpsonových vynález mateřství, kdy se Marge snaží udržet Homera, Barta, Lízu a Maggie pod kontrolou. 
V současnosti se v domě Simpsonových se stejné věci a Marge se snaží Homera přesvědčit, aby dělal své povinnosti. V garáži Líza najde vzácné auto Morgan, které tu zanechal předchozí majitel domu, a Homer se rozhodne, že si ho nechá. 
Později se Marge v posteli přizná, že není spokojená se svým životem. Homer využije příležitosti, aby ji rozveselil, když prodá Jayi Lenovi své nově nalezené auto, a má tak peníze na výlet. Leno se však brzy vrátí a chce své peníze zpět s tím, že auto nebylo registrováno na Homera a policie ho zabavila. Marge se již nicméně rozhodla pro výlet do Paříže a je velmi šťastná. Aby ji Homer nezklamal, požádá cestovní kancelář, zda by rodinu do Paříže nedostala zdarma. Agent nabídne Homerovi cestu zdarma, propašuje-li do Paříže balíček, který nesmí otevřít. V letadle jej Homer ovšem otevře a najde v něm modrého hada. Líza zjistí, že jde o vzácný ohrožený druh, a Homer slíbí, že nedopustí, aby se mu stalo něco zlého, zatímco Líza mu slíbí, že mu pomůže zachovat manželství. Při předání kufříku na letišti zjistí, že z hada se má stát pásek. Homerovi a Líze se podaří uniknout kupcům hada. 
Později si Marge, Bart a Maggie pochutnávají v pařížské restauraci, ale když Marge zjistí míru týrání zvířat, požádá Barta, aby paštiku vyhodil do uličky. Po odložení talíře Bart zjistí, že ulička je plná hladovějících, vyhublých modelek na Pařížském týdnu módy. Bart si z nich vystřelí tak, že je donutí honit se za párkem v rohlíku na pódiu, přičemž všechny z mola spadnou. Když se později Homer s Lízou snaží osvobodit hada v zahradách Louvru, najdou je jeho kupci. Pronásledují je do ulice Rue des Lombards, kde se Homer s Lízou schovají v jednom ze tří hlavních jazzových klubů a kufřík s hadem zanechají u sochy. Líza v klubu hraje na saxofon, protože hlavní saxofonista kapely zkolabuje. Později večer se Homer a Marge vydávají na procházku a užívají si Paříže. Homer se Marge přizná k vlastnictví hada a u řeky dvojice zahlédne kupce a dají se na útěk. V hotelu však Simpsonovy zatkne policie – francouzští kolegové Wigguma, Eddieho a Loua – poté, co byla informována o Bartově vylomenině i Lízině účinkování v klubu. Policie prohledá kufřík i celý pokoj, ale hada nenajde a rodinu propustí. Poté, co všichni odejdou, had vyleze ze svého úkrytu v Marginých vlasech a rodina se později vydá hada osvobodit. 
Epizoda končí U Vočka, kde Homer dává Lennymu, Carlovi a Vočkovi dárky z výletu, přičemž dárkem pro Vočka je pásek z umělé hadí kůže. Díl se přesouvá zpět do doby kamenné, ukazuje pravěkou kresbu Matta Groeninga, jenž kresbu scény U Vočka podepisuje.

## Přijetí
Díl získal rating 1,1 a sledovalo ho 2,52 milionu diváků, čímž se stal druhým nejsledovanějším pořadem stanice Fox té noci.
Dennis Perkins z The A.V. Clubu udělil epizodě známku B, když prohlásil: „Zní to jako vhodně hloupé uspořádání pro výlet rodiny Simpsonových do Města světla a Nebezpečné zásilce se to z větší části daří, protože se drží obyčejné neobyčejnosti toho, jak Simpsonovi žijí své životy. ‚Na tobě je něco opravdu úžasného, tati, všechno je dobrodružství,‘ říká obdivně Líza poté, co v dobrodružství dílu před vlastním dobrodružstvím Homer objeví v garáži Simpsonových pod plachtou vzácné a cenné staré tříkolové vozidlo.“.